# Diskografie Sugababes
Toto je seznam vydané diskografie anglické dívčí skupiny Sugababes.

## Alba

### Studiová alba
| Název                                                                                   | Detaily o albu                                                                       | Umístění v hitparádách | Umístění v hitparádách | Umístění v hitparádách | Umístění v hitparádách | Umístění v hitparádách | Umístění v hitparádách | Umístění v hitparádách | Umístění v hitparádách | Umístění v hitparádách | Umístění v hitparádách | Prodeje       | Certifikace |
| Název                                                                                   | Detaily o albu                                                                       | UK                     | AUT                    | DEN                    | GER                    | IRE                    | NLD                    | NZ                     | NOR                    | SWE                    | SWI                    | Prodeje       | Certifikace |
| --------------------------------------------------------------------------------------- | ------------------------------------------------------------------------------------ | ---------------------- | ---------------------- | ---------------------- | ---------------------- | ---------------------- | ---------------------- | ---------------------- | ---------------------- | ---------------------- | ---------------------- | ------------- | --- |
| One Touch                                                                               | - Vydáno: 27. listopadu 2000 - Vydavatelství: London                                 | 18                     | 6                      | —                      | 7                      | 55                     | —                      | 16                     | —                      | —                      | 8                      | - UK: 226,000 | - BPI: Gold |
| Angels with Dirty Faces                                                                 | - Vydáno: 26. srpna 2002 - Vydavatelství: Island                                     | 2                      | 19                     | 37                     | 13                     | 3                      | 12                     | 21                     | 11                     | 49                     | 13                     | - UK: 929,000 | - BPI: 3× Platinum - IFPI SWI: Gold - NVPI: Gold - IFPI: Platinum                                                                    |
| Three                                                                                   | - Vydáno: 27. října 2003 - Vydavatelství: Island                                     | 3                      | 21                     | 39                     | 10                     | 9                      | 4                      | 45                     | 22                     | 54                     | 9                      |               | - BPI: 2× Platinum - BVMI: Gold - IFPI SWI: Gold - IFPI: Platinum                                                                    |
| Taller in More Ways                                                                     | - Vydáno: 10. října 2005/ 27. února 2006 (znovuvydaná verze) - Vydavatelství: Island | 1                      | 5                      | 32                     | 11                     | 7                      | 10                     | 16                     | 30                     | 23                     | 6                      | - UK: 900,000 | - BPI: 2× Platinum - BVMI: Gold - IFPI AUT: Gold - IFPI DEN: Gold - IFPI SWI: Gold - IRMA: 2× Platinum - RMNZ: Gold - IFPI: Platinum |
| Change                                                                                  | - Vydáno: 8. října 2007 - Vydavatelství: Island                                      | 1                      | 32                     | —                      | 33                     | 10                     | 69                     | —                      | —                      | —                      | 14                     |               | - BPI: Platinum - IRMA: Platinum |
| Catfights and Spotlights                                                                | - Vydáno: 20. října 2008 - Vydavatelství: Island                                     | 8                      | —                      | —                      | —                      | 18                     | —                      | —                      | —                      | —                      | —                      |               | - BPI: Gold |
| Sweet 7                                                                                 | - Vydáno: 15. března 2010 - Vydavatelství: Island (#2727295)                         | 14                     | —                      | —                      | —                      | 35                     | —                      | —                      | —                      | —                      | 92                     |               | |
| The Lost Tapes                                                                          | - Vydáno: 24. prosince 2022 - Vydavatelství: samovydavatel                           | —                      | —                      | —                      | —                      | —                      | —                      | —                      | —                      | —                      | —                      |               | |
| "—" značí, že se nahrávka neumístila v hitparádách nebo v tomto území ani nebyla vydána |                                                                                      |                        |                        |                        |                        |                        |                        |                        |                        |                        |                        |               | |

### Kompilační alba
| Overloaded: The Singles Collection                                                      | - Vydáno: 13. listopadu 2006 - Vydavatelství: Island | 3 | 25 | 34 | 38 | 12 | 37 | 21 | 15 | 29 | - BPI: 2× Platinum - IFPI DEN: Gold - IRMA: Platinum |
| The Best of the Bs                                                                      | - Vydáno: 11. dubna 2011 - Vydavatelství: Island     | — | —  | —  | —  | —  | —  | —  | —  | —  |                                                      |
| The Complete Bs                                                                         | - Vydáno: 11. dubna 2011 - Vydavatelství: Island     | — | —  | —  | —  | —  | —  | —  | —  | —  |                                                      |
| The Essential Sugababes                                                                 | - Vydáno: 1. října 2021 - Vydavatelství: Spectrum    | — | —  | —  | —  | —  | —  | —  | —  | —  |                                                      |
| "—" značí, že se nahrávka neumístila v hitparádách nebo v tomto území ani nebyla vydána |                                                      |   |    |    |    |    |    |    |    |    |                                                      |

## Extended play
| Název                     | Detaily o extended play                             |
| ------------------------- | --------------------------------------------------- |
| Sessions@AOL              | - Vydáno: 1. června 2004 - Vydavatelství: Island    |
| Live from London          | - Vydáno: 13. prosince 2005 - Vydavatelství: Island |
| Napster Live Sessions     | - Vydáno: listopad 2006 - Vydavatelství: Island     |
| Live at O2 Music Flash    | - Vydáno: 1. června 2007 - Vydavatelství: Island    |
| Apple Music Home Sessions | - Vydáno: 8. března 2023 - Vydavatelství: nezávislé |

## Singly

### Jako hlavní umělec
| Název                                                                                   | Rok  | Umístění v hitparádách | Umístění v hitparádách | Umístění v hitparádách | Umístění v hitparádách | Umístění v hitparádách | Umístění v hitparádách | Umístění v hitparádách | Umístění v hitparádách | Umístění v hitparádách | Umístění v hitparádách | Certifikace                                                                                          | Album                              |
| Název                                                                                   | Rok  | UK                     | AUS                    | AUT                    | DEN                    | GER                    | IRE                    | NLD                    | NZ                     | SWI                    | US                     | Certifikace                                                                                          | Album                              |
| --------------------------------------------------------------------------------------- | ---- | ---------------------- | ---------------------- | ---------------------- | ---------------------- | ---------------------- | ---------------------- | ---------------------- | ---------------------- | ---------------------- | ---------------------- | --- | ---------------------------------- |
| "Overload"                                                                              | 2000 | 6                      | 27                     | 3                      | —                      | 3                      | 15                     | 14                     | 2                      | 5                      | —                      | - BPI: Silver - BVMI: Gold                                                                           | One Touch                          |
| "New Year"                                                                              | 2000 | 12                     | —                      | —                      | —                      | —                      | 25                     | —                      | —                      | —                      | —                      | | One Touch                          |
| "Run for Cover"                                                                         | 2001 | 13                     | 36                     | 38                     | —                      | 28                     | 35                     | 33                     | 49                     | 36                     | —                      | | One Touch                          |
| "Soul Sound"                                                                            | 2001 | 30                     | —                      | —                      | —                      | —                      | —                      | —                      | —                      | —                      | —                      | | One Touch                          |
| "Freak Like Me"                                                                         | 2002 | 1                      | 44                     | 22                     | 13                     | 27                     | 2                      | 23                     | 25                     | 11                     | —                      | - BPI: Gold                                                                                          | Angels with Dirty Faces            |
| "Round Round"                                                                           | 2002 | 1                      | 13                     | 8                      | 3                      | 15                     | 2                      | 2                      | 2                      | 4                      | —                      | - BPI: Gold - ARIA: Gold - RMNZ: Gold                                                                | Angels with Dirty Faces            |
| "Stronger"                                                                              | 2002 | 7                      | 34                     | 41                     | 11                     | 38                     | 13                     | 5                      | 24                     | 23                     | —                      | - BPI: Silver                                                                                        | Angels with Dirty Faces            |
| "Angels with Dirty Faces"                                                               | 2002 | 7                      | 34                     | —                      | —                      | —                      | —                      | —                      | 24                     | —                      | —                      | - BPI: Silver                                                                                        | Angels with Dirty Faces            |
| "Shape"                                                                                 | 2003 | 11                     | 75                     | 50                     | —                      | 39                     | 9                      | 7                      | —                      | 40                     | —                      | | Angels with Dirty Faces            |
| "Hole in the Head"                                                                      | 2003 | 1                      | 25                     | 5                      | 1                      | 9                      | 2                      | 2                      | 11                     | 8                      | 96                     | - BPI: Silver                                                                                        | Three                              |
| "Too Lost in You"                                                                       | 2003 | 10                     | 31                     | 26                     | 17                     | 14                     | 13                     | 8                      | 31                     | 8                      | —                      | - BPI: Gold                                                                                          | Three                              |
| "In the Middle"                                                                         | 2004 | 8                      | 33                     | 33                     | —                      | 29                     | 13                     | 7                      | —                      | 23                     | —                      | | Three                              |
| "Caught in a Moment"                                                                    | 2004 | 8                      | —                      | 56                     | —                      | 71                     | 28                     | 30                     | —                      | 56                     | —                      | | Three                              |
| "Push the Button"                                                                       | 2005 | 1                      | 3                      | 1                      | 3                      | 2                      | 1                      | 3                      | 1                      | 3                      | —                      | - BPI: Platinum - ARIA: Platinum - BVMI: Gold - IFPI AUT: Gold - IFPI DEN: Platinum - RMNZ: Platinum | Taller in More Ways                |
| "Ugly"                                                                                  | 2005 | 3                      | 13                     | 14                     | 4                      | 26                     | 7                      | 7                      | 5                      | 19                     | —                      | - BPI: Silver                                                                                        | Taller in More Ways                |
| "Red Dress"                                                                             | 2006 | 4                      | 22                     | 41                     | —                      | 27                     | 12                     | 7                      | 16                     | 31                     | —                      | | Taller in More Ways                |
| "Follow Me Home"                                                                        | 2006 | 32                     | —                      | —                      | —                      | —                      | 25                     | —                      | —                      | —                      | —                      | | Taller in More Ways                |
| "Easy"                                                                                  | 2006 | 8                      | —                      | 23                     | 13                     | 26                     | 18                     | 45                     | —                      | 30                     | —                      | | Overloaded: The Singles Collection |
| "Walk This Way" (s Girls Aloud)                                                         | 2007 | 1                      | —                      | —                      | —                      | —                      | 14                     | —                      | —                      | —                      | —                      | | Singl bez alb                      |
| "About You Now"                                                                         | 2007 | 1                      | 57                     | 4                      | 12                     | 4                      | 2                      | 18                     | 18                     | 21                     | —                      | - BPI: 2× Platinum - BVMI: Gold - IFPI DEN: Gold - RMNZ: Platinum                                    | Change                             |
| "Change"                                                                                | 2007 | 13                     | —                      | —                      | —                      | 32                     | 21                     | 31                     | —                      | —                      | —                      | | Change                             |
| "Denial"                                                                                | 2008 | 15                     | —                      | 4                      | 40                     | 11                     | 18                     | 61                     | —                      | 14                     | —                      | | Change                             |
| "Girls"                                                                                 | 2008 | 3                      | —                      | —                      | —                      | —                      | 12                     | —                      | —                      | —                      | —                      | - BPI: Silver                                                                                        | Catfights and Spotlights           |
| "No Can Do"                                                                             | 2008 | 23                     | —                      | —                      | —                      | —                      | —                      | —                      | —                      | —                      | —                      | | Catfights and Spotlights           |
| "Get Sexy"                                                                              | 2009 | 2                      | 75                     | 72                     | —                      | 41                     | 3                      | —                      | —                      | —                      | —                      | - BPI: Silver                                                                                        | Sweet 7                            |
| "About a Girl"                                                                          | 2009 | 8                      | —                      | —                      | —                      | —                      | 14                     | —                      | —                      | —                      | —                      | - BPI: Silver                                                                                        | Sweet 7                            |
| "Wear My Kiss"                                                                          | 2010 | 7                      | —                      | —                      | —                      | —                      | 9                      | —                      | —                      | —                      | —                      | | Sweet 7                            |
| "Flatline" (jako Mutya Keisha Siobhan)                                                  | 2013 | 50                     | —                      | —                      | —                      | —                      | 14                     | —                      | —                      | —                      | —                      | | Singl bez alb                      |
| "Flatline" (re-release)                                                                 | 2022 | —                      | —                      | —                      | —                      | —                      | —                      | —                      | —                      | —                      | —                      | | The Lost Tapes                     |
| "When the Rain Comes"                                                                   | 2023 | —                      | —                      | —                      | —                      | —                      | —                      | —                      | —                      | —                      | —                      | | Singly bez alb                     |
| "Situation" (s A Little Sound)                                                          | 2024 | —                      | —                      | —                      | —                      | —                      | —                      | —                      | —                      | —                      | —                      | | Singly bez alb                     |
| "Jungle"                                                                                | 2025 | —                      | —                      | —                      | —                      | —                      | —                      | —                      | —                      | —                      | —                      | | bude oznámeno                      |
| "Weeds"                                                                                 | 2025 | —                      | —                      | —                      | —                      | —                      | —                      | —                      | —                      | —                      | —                      | | bude oznámeno                      |
| "—" značí, že se nahrávka neumístila v hitparádách nebo v tomto území ani nebyla vydána |      |                        |                        |                        |                        |                        |                        |                        |                        |                        |                        | |                                    |

### Jako vedlejší umělec
| Název                                             | Rok  | Umístění v hitparádách | Umístění v hitparádách | Umístění v hitparádách | Umístění v hitparádách | Umístění v hitparádách | Umístění v hitparádách | Umístění v hitparádách | Umístění v hitparádách | Umístění v hitparádách | Umístění v hitparádách | Album                     |
| Název                                             | Rok  | UK                     | UK Dance               | AUS                    | DEN                    | GER                    | IRE                    | NLD                    | NZ                     | NOR                    | SWI                    | Album                     |
| ------------------------------------------------- | ---- | ---------------------- | ---------------------- | ---------------------- | ---------------------- | ---------------------- | ---------------------- | ---------------------- | ---------------------- | ---------------------- | ---------------------- | ------------------------- |
| "Do They Know It's Christmas?" (jako Band Aid 20) | 2004 | 1                      | —                      | 9                      | 1                      | 7                      | 1                      | 3                      | 1                      | 1                      | 7                      | Singl bez alb             |
| "Sing" (Annie Lennox feat. různí umělci)          | 2007 | 161                    | —                      | —                      | —                      | —                      | —                      | —                      | —                      | —                      | —                      | Songs of Mass Destruction |
| "Flowers" (DJ Spoony feat. Sugababes)             | 2019 | —                      | 26                     | —                      | —                      | —                      | —                      | —                      | —                      | —                      | —                      | Garage Classical          |

### Promo singly
| Název                                     | Rok  | Album          |
| ----------------------------------------- | ---- | -------------- |
| "Don't Wanna Wait"                        | 2001 | One Touch      |
| "My Love Is Pink"                         | 2007 | Change         |
| "Santa Baby"                              | 2009 | Singly bez alb |
| "Freedom"                                 | 2011 | Singly bez alb |
| "Joy (Push the Button)" (s Joy Anonymous) | 2023 | Singly bez alb |
| "Round" (s Two Shell)                     | 2024 | Singly bez alb |

## Další umístěné písně
| Název          | Rok  | Umístění v hitparádě | Album          |
| Název          | Rok  | UK Down.             | Album          |
| -------------- | ---- | -------------------- | -------------- |
| "Back to Life" | 2023 | 49                   | The Lost Tapes |
| "Only You"     | 2023 | 58                   | The Lost Tapes |
| "Breathe Me"   | 2023 | 62                   | The Lost Tapes |

## Spoluumělec
| Název                                   | Year | Album/Singl                                       | Poznámky                                                              |
| --------------------------------------- | ---- | ------------------------------------------------- | --------------------------------------------------------------------- |
| "Killer"                                | 2002 | NME in Association with War Child Presents 1 Love | Púvodně Adamski                                                       |
| "Please Can I Talk?"                    | 2003 | Jack O the Green (Small World Big Band Friends 3) | Nahráno s Jools Holland                                               |
| "Come Together"                         | 2005 | B-side to "Ugly"                                  | Původně The Beatles                                                   |
| "Spiral"                                | 2006 | Hello Waveforms                                   | Nahráno s William Orbit a Kenna                                       |
| "Living for the Weekend"                | 2006 | Radio 1's Live Lounge                             | Původně Hard-Fi                                                       |
| "I Bet You Look Good on the Dancefloor" | 2006 | Popjustice: 100% Solid Pop Music                  | Původně Arctic Monkeys                                                |
| "Betcha by Golly Wow!"                  | 2007 | Radio 1 Established 1967                          | Původně The Stylistics                                                |
| "Teardrops"                             | 2009 | 50 Years of Island Records                        | Původně Womack & Womack                                               |
| "For Once in My Life"                   | 2009 | My Inspiration                                    | Původně Stevie Wonder                                                 |
| "Rabbit Heart (Raise It Up)"            | 2010 | Radio 1 Live Lounge                               | Původně Florence and the Machine                                      |
| "Grow a Girl"                           | 2010 | Katy Brand vs Sugababes                           | Původně pro Katy Brand's Big Ass Show na ITV2, parodie "About a Girl" |
| "Flowers"                               | 2019 | Garage Classical                                  | DJ Spoony feat. Sugababes                                             |

## Videoklipy
| Název                     | Rok  | Režisér                        |
| ------------------------- | ---- | ------------------------------ |
| "Overload"                | 2000 | Phil Poynter                   |
| "New Year"                | 2000 | Alex Hemming                   |
| "Run for Cover"           | 2001 | Jamie Morgan                   |
| "Soul Sound"              | 2001 | Max & Dania                    |
| "Freak Like Me"           | 2002 | Sophie Muller a Dawn Shadforth |
| "Round Round"             | 2002 | Phil Griffin                   |
| "Stronger"                | 2002 | Alison Murray                  |
| "Angels with Dirty Faces" | 2002 | Cartoon Network Productions    |
| "Shape"                   | 2003 | Michael Gracey a Pete Commins  |
| "Hole in the Head"        | 2003 | Matthew Rolston                |
| "Too Lost in You"         | 2003 | Andy Morahan                   |
| "In the Middle"           | 2004 | Matthew Rolston                |
| "Caught in a Moment"      | 2004 | Howard Greenhalgh              |
| "Push the Button"         | 2005 | Matthew Rolston                |
| "Ugly"                    | 2005 | Toby Tremlett                  |
| "Red Dress"               | 2006 | Tim Royes                      |
| "Follow Me Home"          | 2006 | Toby Tremlett                  |
| "Easy"                    | 2006 | Tim Royes                      |
| "Walk This Way"           | 2007 | Trudy Bellinger                |
| "About You Now"           | 2007 | Marcus Adams                   |
| "Change"                  | 2007 | Fatima Andrade Koehler         |
| "Denial"                  | 2008 | Harvey B-Brown                 |
| "Girls"                   | 2008 | Daniel Wolfe[zdroj?]           |
| "No Can Do"               | 2008 | Marco Puig[zdroj?]             |
| "Get Sexy"                | 2009 | Emil Nava[zdroj?]              |
| "About a Girl"            | 2009 | Martin Weisz                   |
| "Wear My Kiss"            | 2010 | Martin Weisz                   |
| "Freedom"                 | 2011 | Sean de Sparengo               |
| "Flatline"                | 2013 | Auleta                         |
| "Situation"               | 2024 | —                              |
| "Jungle"                  | 2025 | Dora Paphides                  |